# Oriani-klass
Oriani-klassen (även känd som Poeti-klassen) var en klass av fyra jagare som byggdes för Regia Marina (kungliga italienska flottan) i mitten av 1930-talet. De var förbättrade versioner av Maestrale-klassens med ett kraftigare maskineri och en annan luftvärnsbestyckning. Den ökade kraften förbättrade dock hastigheten endast marginellt. De föråldrade 40 mm/39 "pom-pom" luftvärnskanonerna avvecklades slutligen och ersattes av extra 13,2 mm kulsprutor; i övrigt var beväpningen oförändrad.

## Modifieringar
De två fartyg som överlevde slaget vid Kap Matapan fick betydande uppgraderingar av sin bestyckning, liknande dem som gjordes på Maestrale-klassen. Ett torpedtubsfäste ersattes av två 37 mm kanoner, 20 mm kanoner, samt en 12 cm lysgranatskastare och sjunkbombskastare installerades också. Före krigsslutet hade ett fartyg, Oriani, en tysk Seetakt-radar och ytterligare en 20 mm kanon.

## Skepp i klassen
Alla fyra fartygen byggdes av O.T.O. Livorno och var uppkallade efter poeter:
| Namn              | Namne             | Kölsträckt        | Färdigställd    | Öde |
| ----------------- | ----------------- | ----------------- | --------------- | --- |
| Alfredo Oriani    | Alfredo Oriani    | 30 juli 1936      | 15 juli 1937    | Hon skadades i slaget vid Kap Matapan och deltog i den framgångsrika attacken mot Harpoon-konvojen i juni 1942. Fartyget flydde från La Spezia under det italienska vapenstilleståndet 1943 och internerades på Malta. Hon gavs till den franska flottan som krigsskadestånd, där hon tjänstgjorde som D'Estaing fram till 1954. |
| Vittorio Alfieri  | Vittorio Alfieri  | 20 december 1936  | 1 december 1937 | Sänkt 28 mars 1941 i slaget vid Kap Matapan |
| Giosuè Carducci   | Giosuè Carducci   | 28 oktober 1936   | 1 november 1937 | Sänkt 28 mars 1941 i slaget vid Kap Matapan |
| Vincenzo Gioberti | Vincenzo Gioberti | 19 september 1936 | 27 oktober 1937 | Sänkt 9 augusti 1943 av den brittiska ubåten HMS Simoom |